# DubrawLag
DubrawLag, selten auch Eichenhainlager, war ein Sonderlager des MWD für politische Gefangene im Rajon Subowa Poljana. Diese Sonderlager mit verschärftem Regime waren in der Nachkriegszeit ab 1948 durch das Innenministerium MWD (ehem. NKWD) geschaffene spezielle Einrichtungen im allgemeinen Gulag-System in der Sowjetunion.

## Bezeichnung
DubrawLag, russisch Дубравлаг, trug ursprünglich die Bezeichnung Ossoblag Nr. 3, d. h. Sonderlager Nr. 3 (aus особый лагерь № 3, особлаг № 3). DubrawLag stammt von Дубравный лагерь, d. h. Dubrawny Lager oder Eichenhainlager Der volle Langname lautete Дубравный ИТЛ für Дубравный исправительно-трудовой лагерь – Besserungs- und Arbeitslager Dubrawny (Eichenhain).
Der Telegraphen-Code lautete Дубрава d. h. Dubrawa (ab dem 10. Mai 1948 beziehungsweise Дубравный d. h. als Adjektiv „Dubrawny“ ab dem 15. Januar 1949). Es kann angenommen werden, dass der Name Dubrawny Lager, der ab diesem Zeitpunkt auch gebraucht wurde, von diesem Code stammt, der – wie in anderen Fällen – später und meist ohne einen Bezug zur Realität vergeben wurde; es wird aber auch darauf hingewiesen, dass nicht weit vom Lager entfernt, hinter den Rajonsgrenzen in der Oblast Pensa, eine kleine Siedlung Dubrowki liegt.

## Geschichte
Das Lager DubrawLag wurde am 28. Februar 1948 aufgrund des Dekrets Nr. 00219 des Innenministeriums MWD vom 21. Februar 1948 gegründet und war in Betrieb bis in die 1960er Jahre, ab 1954 allerdings umorganisiert in ein Besserungsarbeitslager (ITL). Es lag im Rajon Subowa Poljana in der Mordwinischen ASSR, die Lagerverwaltung befand sich in der Ortschaft Jawas.
DubrawLag entstand auf dem Gelände des Lagers TemLag (Temnikowski ITL, 1931 – 1948) durch die Eingliederung und Übernahme dieses Lagers (und zugleich der dortigen Kinderkolonie Temnikowski), dessen Leiter mit dem Aufbau von DubrawLag beauftragt wurde. Die Auflösung des Lagers TemLag wurde am 12. Juli 1947 beschlossen und sollte den Aufbau des Sonderlagers beschleunigen; dabei wurden Häftlinge, Areal, Wohnungen und andere Einrichtungen des TemLags an das neue Sonderlager Nr. 3 übergeben.
Das Justizministerium (MJu) übernahm von Dubrawlag 1953 einige Lagerabteilungen (insbesondere solche mit Häftlingen des „allgemeinen Kontingents“) und Industriebetriebe und errichtete daraufhin das Besserungs- und Arbeitslager BaraschewLag (auch Baraschewo-ITL) mit dazugehörigem Gulag-Industriekombinat. Es handelte sich dabei um drei Kleiderfabriken, zwei holzverarbeitende Betriebe und ein Möbelwerk. In dem neu entstandenen Kombinat wurden allerdings nicht nur Häftlinge des Lagers Baraschewo-ITL beschäftigt, sondern auch DubrawLag-Häftlinge auf Vertragsbasis. Das Lager blieb unterbelegt und verursachte Kosten und wurde deshalb am 15. März 1954 wieder mit DubrawLag zusammengelegt.
Über das Datum der Lagerauflösung gibt es keine eindeutigen Angaben. Während einige Quellen „am 1. Januar 1960 noch in Betrieb“ (so das Portal Memorial.ru und Memorial.de) beziehungsweise auch „in Betrieb noch in den 1960er Jahren“ (tschechische Quelle Úřad dokumentace…/Innenministerium, wo ebenfalls Originaldokumente ausgewertet werden) formulieren, ist auch ein Zeugnis eines ehemaligen Häftlings zu finden, der über seine Haftzeit in seinen Erinnerungen unter dem Titel „DubrawLag 1961–1966“ und seine Entlassung am 1. April 1966 berichtet. Der ukrainische Schriftsteller Wassyl Stus schrieb seine später aus dem Lager geschmuggelte und im Westen veröffentlichte Anklageschrift noch 1975 im DubrowLag. Allerdings wurde die Anstalt zu einem unbekannten Zeitpunkt wieder umstrukturiert und besteht als eine der zentralen Strafanstalten mit dem Code ЖХ-385 mit Abteilungen für Frauen, für Männer und einer gemischten Abteilung offenbar bis zur Gegenwart.

## Tätigkeit
Die bis zu 26.000 DubrawLag-Häftlinge wurden in folgenden Bereichen eingesetzt:
- Baustoffherstellung
- landwirtschaftliche Arbeiten
- Einsatz im GULAG-Industriekombinat Temnikowski der Hauptverwaltung der Lager (GULAG) nach der Auflösung des Lagers Temnikowski-ITL (Arbeitskräfte auf Vertragsbasis)
- Bereitstellung von Arbeitskräften für die Bau- und Montageverwaltung des Baukombinats MordowTrestStroi
- chemische Holzproduktion (Harzverarbeitung)

## Zuständigkeiten
Für das Lager waren zuständig:
- GULAG (Lager-Hauptverwaltung) ab 28. Februar 1948
- GTU (Hauptverwaltung der Gefängnisse) des MWD ab 28. März 1953
- GULAG (Lager-Hauptverwaltung) des MWD ab 8. Februar 1954
- UITLK (Verwaltung der Besserungsarbeitslager und -kolonien) des MWD der RSFSR ab 10. Februar 1956

## Insassenzahlen
Im Lager befanden sich zu den verschiedenen Zeitpunkten bis zu fast 26.000 Häftlinge:
- 1. August 1948 – 13.877  a
- 1. Januar 1949 – 23.273  b
- 1. Januar 1950 – 23.532  c
- 1. Januar 1951 – 23.541
- 1. Januar 1952 – 25.616  d
- 1. Januar 1953 – 20.680  e
- 1. Januar 1954 – 16.980  f
- 1. Januar 1955 – 12.257
- 1. Januar 1956 – 8.313
- 1. Januar 1957 – 12.272
- 1. Januar 1959 – 11.305
- 1. Januar 1960 – 9.988

a davon 9.586 Männer und 4.371 Frauen
b Verlegung von 5.000 Häftlingen des „allgemeinen Kontingents“ in die Sonderlager 8 und 9
c im August wurde ein spezieller Lagerpunkt für 500 besonders gefährliche minderjährige Verbrecher
d zum 26. März 1952 darunter 179 Katorga-Verurteilte (davon 30 Frauen) sowie 155 minderjährige Häftlinge (27 weiblich)
e zum 1. Februar befanden sich unter den 21.494 Häftlingen 888 Häftlinge des sog. „allgemeinen Kontingents“
f einer anderen Quelle zufolge waren es 17.156 Häftlinge (16.955 des „besonderen Regimes“ und 201 des „allgemeinen Regimes“)

## Bekannte Häftlinge
- Juli Markowitsch Daniel, Schriftsteller
- Nina Gagen-Torn, Ethnographin, Schriftstellerin und Dichterin
- Alexander Iljitsch Ginsburg, Journalist, Schriftsteller, Bürgerrechtler
- Galina Agafja Andrejewna Kusmenko, ukrainische Anarchistin, Partnerin von Nestor Machno
- Lewko Lukjanenko, ukrainischer Politiker und Schriftsteller[9]
- Olga Wsewolodowna Iwinskaja, Geliebte von Boris Pasternak
- Siegfried Jenkner, DDR-Oppositioneller, Hochschullehrer und Mitglied des deutschen Zweiges von Memorial
- Erich Nehlhans, Mitbegründer und Vorsitzender der Jüdischen Gemeinde zu Berlin nach 1945
- Lagle Parek, estnische Politikerin
- Leonid Wassiljewitsch Solowjow, Schriftsteller und Drehbuchautor
- Wassyl Stus, ukrainischer Dichter und Publizist